# Horace-Bénédict de Saussure

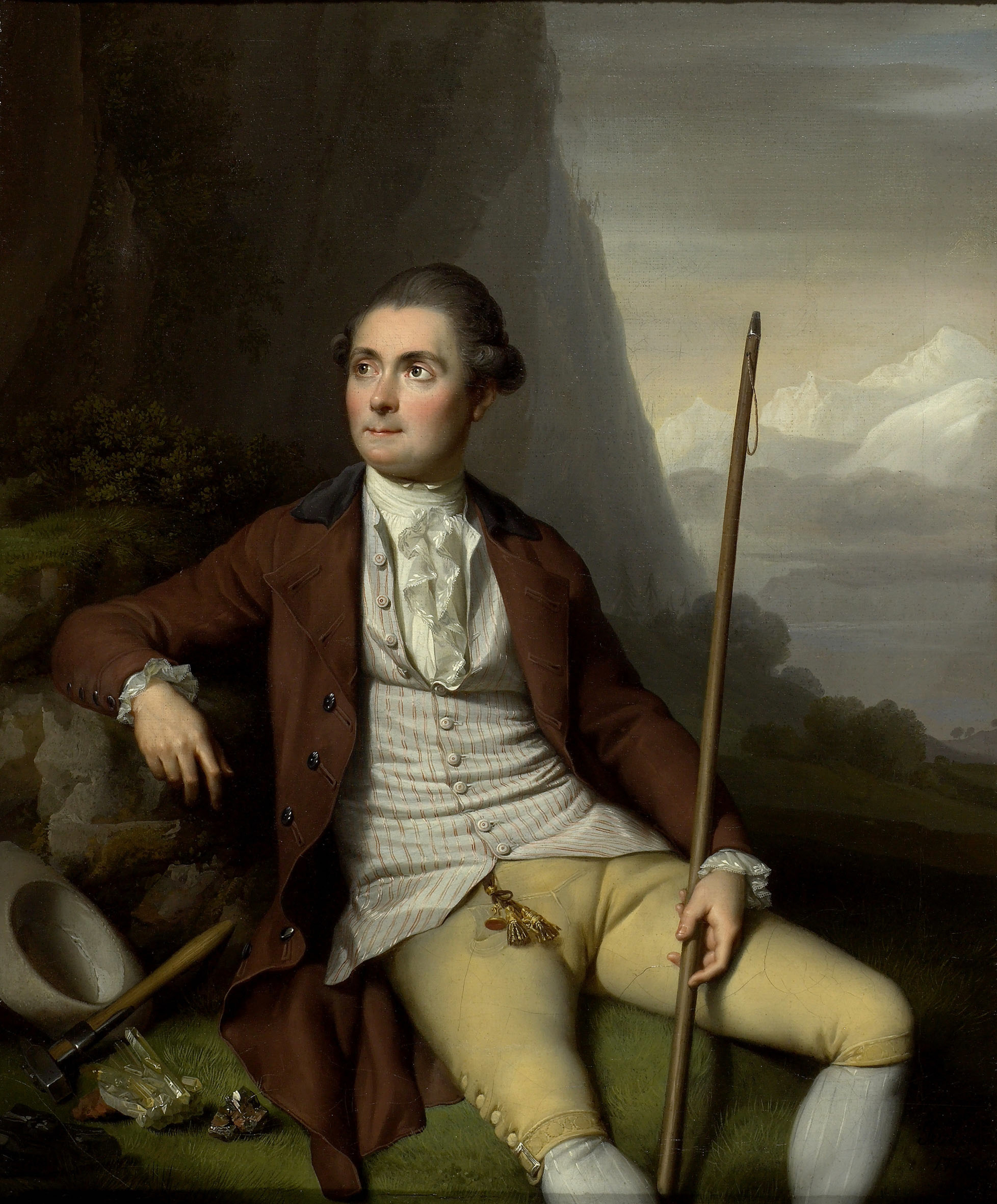
Retrat d'Horace-Bénédict de Saussure

Horace-Bénédict de Saussure FRS (Conches, 17 de febrer de 1740 – Ginebra, 22 de gener de 1799) va ser un aristòcrata suís, metge i botànic, considerat un dels fundadors de l'alpinisme i el primer constructor d'un forn solar.

## Biografia
Saussure va néixer a Conches, prop de Ginebra, el 1740.
De molt jove s'interessà per la botànica i va fer expedicions als Alps, a partir de 1773 prestà atenció a la geologia alpina. Afavorí el primer turisme a llocs com Chamonix i Zermatt.
El 1760 visità per primera vegada Chamonix, i oferí un premi al primer a arribar al cim del Mont Blanc. Ell mateix ho intentà sense èxit l'any 1785, per la ruta de l'Aiguille du Goûter. Dos homes, el Dr Michel Paccard i Jacques Balmat van conquerir el cim l'any 1786, per la via dels Grands Mulets, i el mateix Saussure l'any 1787 va ser el tercer en arribar-hi.
El 1788 va estar 17 dies fent observacions a la cresta del Col du Géant (3,371 m). El 1774 arribà al Crammont, el 1778 expolorà la glacera Valsorey prop del pas del Gran Sant Bernat, el 1776 ascendí al Buet (3,096m).
També, en anys successius va arribar al Pizzo Bianco prop Macugnaga, per observar la paret est de Monte Rosa, i travessà el Theodulpass (3,322 m) a Zermatt, essent el primer a visitar-lo. Visità també el Theodulhorn (3,472m).
La descripció de les seves expedicins aparegueren sota el títol Voyages dans les Alpes (1779-1796). Pòstumament (1834) es publicà Partie pittoresque des ouvrages de M. de Saussure.
Va treure conclusions científiques de les seves expedicions alpines i sobre l'edat de la Terra que era més antiga del que es creia en l'època essent aquesta una de les bases de la teoria de l'evolució de Charles Darwin.
Portava baròmetres i termòmetres per saber el punt d'ebullició que disminueix amb l'altitud. També determinava la humitat relativa, la força de la radiació solar, la composició de l'aire i la transparència.
Construí el primer forn solar occidental el 1767, va arribar fins a 230°F.
La seva signatura abreujada com a botànic és: Sauss..
El seu fill Nicolas-Théodore de Saussure també va ser químic i botànic. És parent dels germans lingüistes Ferdinand i René.